# Мембранний транспорт
Мембранний транспорт — транспорт речовин крізь клітинну мембрану в клітину або з клітини, який здійснюється за допомогою процесів простої дифузії, полегшеної дифузії і активного транспорту.
Транспорт речовин відбувається без участі транспортерів або за допомогою певних переносників. До переносників належать білки: іонні канали, іонні насоси, транспортні білки. Також транспорт може відбуватися за допомогою деяких антибіотиків.